# Visita del papa Francisco a México
El viaje apostólico del papa Francisco a México fue la primera visita que el pontífice realizó a este país entre el 12 y el 17 de febrero de 2016. Durante estos seis días el papa sostuvo diversos eventos públicos en cinco entidades de la República Mexicana: la Ciudad de México, el estado de México, Chiapas, Michoacán y Chihuahua. En estos actos se reunió con diferentes sectores de la sociedad mexicana: los políticos y gobernantes, los niños, los jóvenes, los indígenas, los trabajadores, los sacerdotes, las religiosas y los obispos, los adultos mayores, los enfermos y presos, así como los migrantes y habitantes de las fronteras sur y norte de México, y esta fue la séptima visita de un papa al país.

## Antecedentes

### Visitas papales anteriores
México es el segundo país con más número de católicos en América Latina y el mundo después de Brasil y el más visitado de esta región por los papas, siendo Francisco el tercero que lo visita. En enero de 1979, Juan Pablo II realizó una visita de seis días por el país visitando las ciudades de México, Puebla, Oaxaca, Guadalajara y Monterrey. En aquel entonces no existían relaciones diplomáticas oficialmente entre México y la Santa Sede
En mayo de 1990 el pontífice realiza su segundo viaje visitando esta vez de nueva cuenta la Ciudad de México, Valle de Chalco Solidaridad, Veracruz, Aguascalientes, San Juan de los Lagos, Durango, Chihuahua, Monterrey, Tuxtla Gutiérrez, Villahermosa y Zacatecas. Para agosto de 1993 Juan Pablo II visita por tercera vez el país, y en esta ocasión únicamente visitó las ciudades de Mérida e Izamal en el estado de Yucatán, pero la visita fue la primera que realizó en su carácter de jefe de Estado tras restablecer oficialmente las relaciones entre México y la Santa Sede.
En enero de 1999 el papa polaco volvió a la Ciudad de México y realizando actos solo dentro de esta ciudad capital y finalmente en agosto de 2002 Juan Pablo II realizó su quinta y última visita al país.
Por su parte, el papa Benedicto XVI solamente visitó en una ocasión el país en marzo de 2012 tocando tierra en el estado de Guanajuato y visitando las ciudades de León, Guanajuato y Silao. La visita a la Ciudad de México marca el regreso de un papa a la capital del país desde 2002 y la séptima visita de un papa al país en su historia.
En junio de 2014 Enrique Peña Nieto tuvo un encuentro privado en la Ciudad del Vaticano con Francisco, en donde le externó una invitación a visitar el país, la cual fue aceptada por el papa. En esa ocasión Peña le regaló una imagen de la Virgen de Guadalupe y una playera de la selección mexicana de fútbol. A mediados de 2015 hubo rumores de una posible visita a México, en el marco de la visita del papa a distintos países del continente americano, pero a decir del religioso:

entrar en Estados Unidos desde la frontera de México sería bonito como señal de hermandad y de ayuda para los inmigrantes, pero ir a México sin visitar la virgen de Guadalupe sería un drama. Estallaría una guerra y no hay tiempo.
Francisco

El papa Francisco confirmó la visita y las fechas de la misma durante la misa en la basílica de San Pedro de la Ciudad del Vaticano con motivo de la celebración de Nuestra Señora de Guadalupe el pasado 12 de diciembre de 2015.

### Anuncio de la Visita Apostólica
El papa Francisco lo confirmó durante la misa en la basílica de San Pedro con motivo de la celebración de Nuestra Señora de Guadalupe el pasado 12 de diciembre de 2015.

## Desarrollo

### 12 de febrero
Cuba. Encuentro con el patriarca de la Iglesia ortodoxa rusa
Antes de arribar a México, el papa hizo una escala en el Aeropuerto de La Habana-José Martí, en Cuba, país que había visitado previamente en septiembre de 2015. Allí, el 12 de febrero de 2016 concretó un histórico encuentro con el patriarca Cirilo I de Moscú, siendo así el primer encuentro entre el líder de la Iglesia católica y la Iglesia ortodoxa del Patriarcado de Moscú —divididas desde 1054—, siendo una reunión de dos horas.
Las razones por las que ambos líderes acordaron reunirse en territorio neutral —ajeno a la Santa Sede y Moscú— fueron explicadas por el portavoz de la Santa Sede Federico Lombardi:

Cuba es ideal porque es un país principalmente católico que tiene una comunidad menor de rama ortodoxa en La Habana. Es un lugar igualmente hospitalario para todos. En cambio, Europa está conectada con experiencias negativas y dramáticas para ambas comunidades religiosas.

Tras el encuentro con Cirilo I, ambos líderes firmaron un acuerdo establecido en 30 puntos y el papa partió hacia México, donde llegó pasadas las 7 de la noche (hora local).
Recepción en el aeropuerto

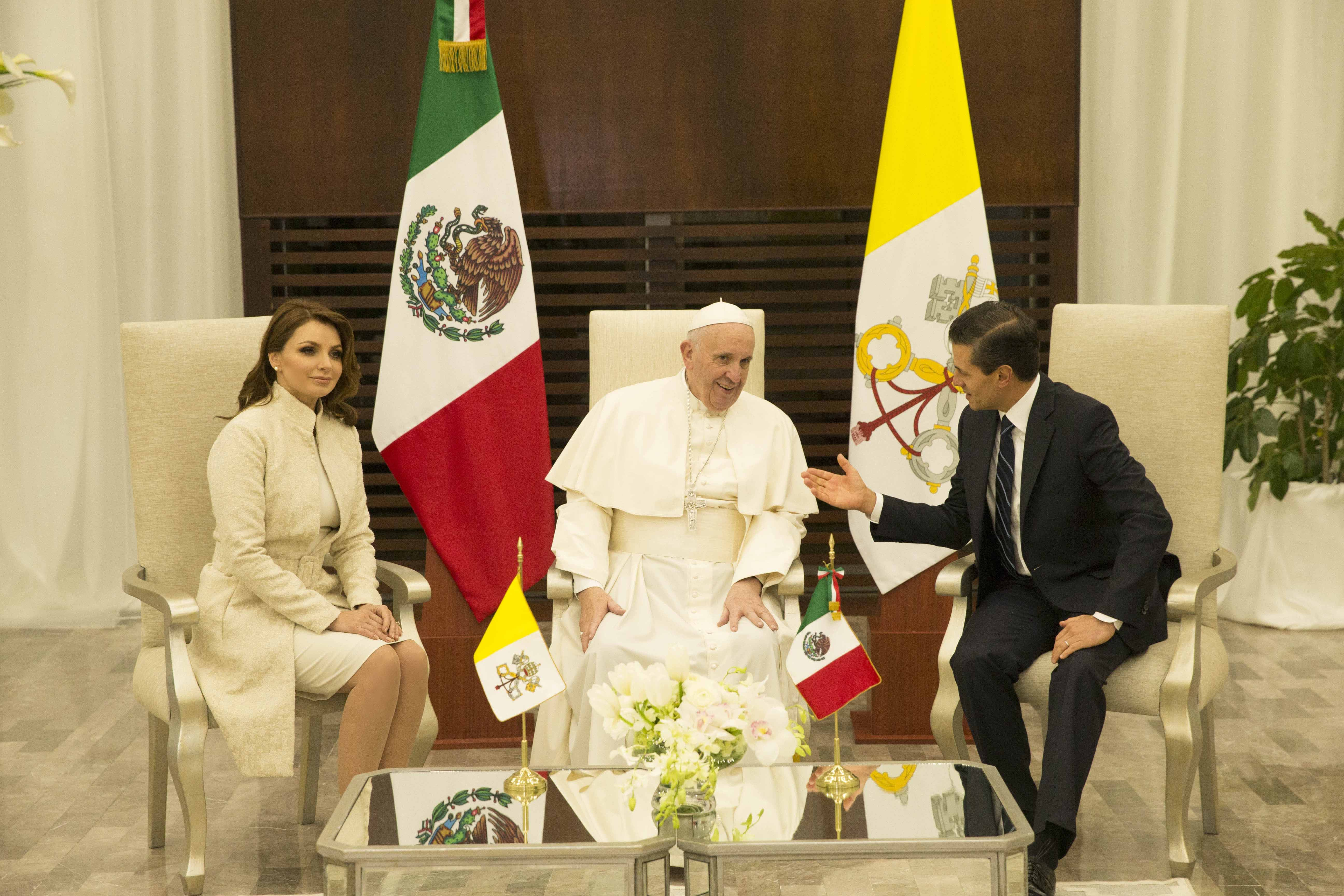
Papa Francisco con el presidente y la primera dama mexicanos.

En lo sucesivo las horas son expresadas en UTC -6, tiempo del Centro de México

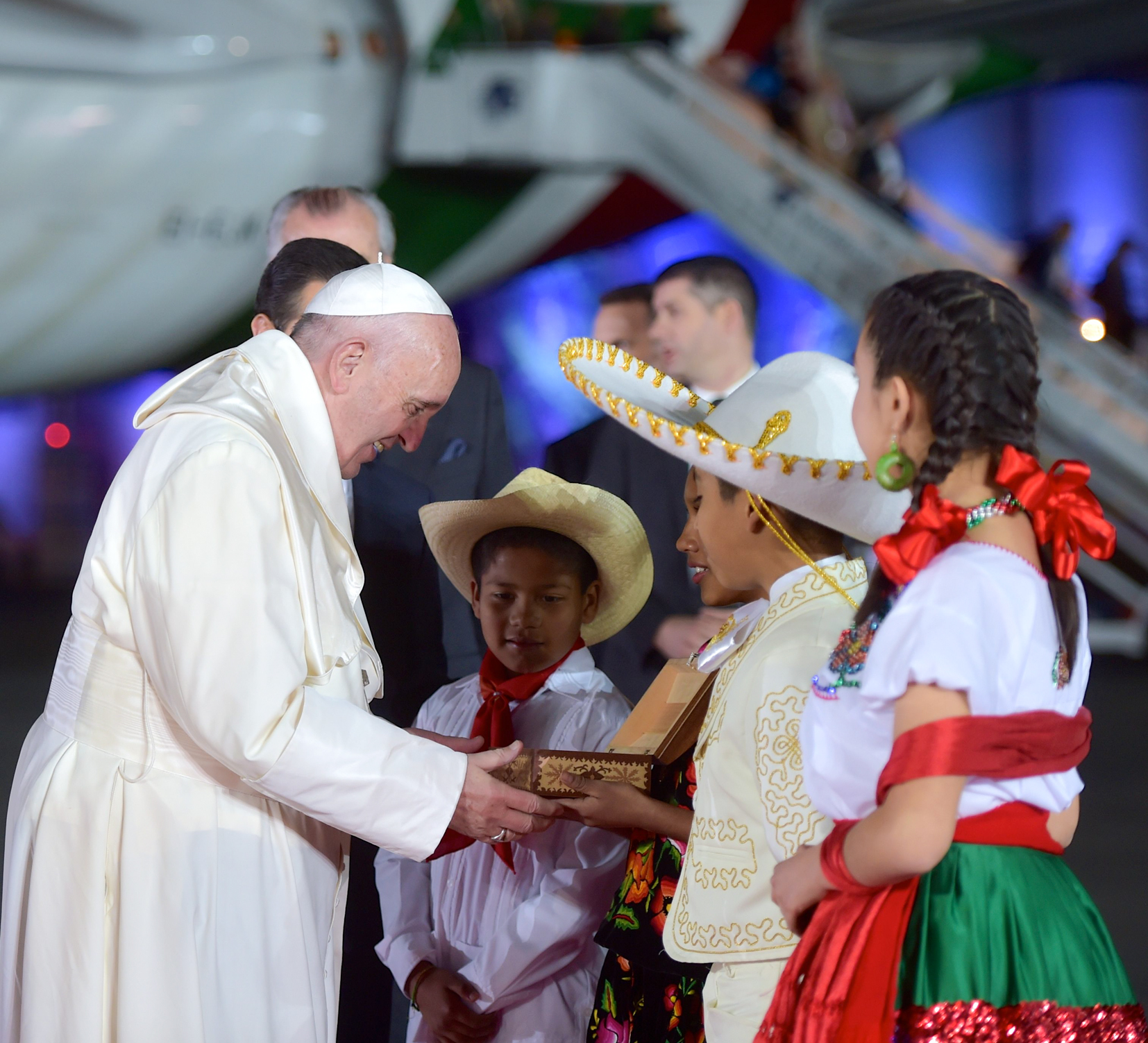
Recepción en el hangar presidencial

El papa Francisco llegó al Hangar Presidencial del Aeropuerto Internacional de la Ciudad de México el viernes 12 de febrero de 2016 a las 19:15 horas, a bordo de un Airbus A330-202, en el vuelo 4000 de Alitalia. Fue recibido por el presidente de la república Enrique Peña Nieto y su entonces esposa Angélica Rivera, el nuncio apostólico en México Cristoph Pierre y el arzobispo anfitrión el cardenal Norberto Rivera Carrera. A partir de esta primera noche pernoctó en la sede de la Nunciatura apostólica al sur de la Ciudad de México.
Francisco fue recibido al pie de la escalerilla del avión de Alitalia que lo llevó hasta el hangar presidencial del aeropuerto de la Ciudad de México, entre vítores y música de mariachi. Cuatro niños de diferentes regiones de México, con un cofre lleno de tierra, la cual representa la diversidad cultural de todo el pueblo mexicano.
A continuación abordó el papamóvil para hacer un recorrido de 20 kilómetros para arribar a la sede de la nunciatura apostólica, ubicada en la calle Juan Pablo II de la colonia Guadalupe Inn, delegación Benito Juárez. Según cifras de la Secretaría de Seguridad Pública de la Ciudad de México, unas 300 mil personas salieron a las calles de la capital por donde pasó el papa en papamóvil descubierto, como Fuerza Aérea Mexicana, Circuito Interior Río Churubusco, Viaducto Miguel Alemán y Avenida de los Insurgentes. A su paso por Viaducto una persona quiso acercarse al papamóvil pero fue reducida por la policía rápidamente.
Al llegar el papa a la nunciatura las personas gritaban fuera que saliera. Este respondió saliendo a la calle y dirigiendo un mensaje y a continuación una oración. "No se olviden cuando van a casa o a dormir, mirar a la virgen, y recordar a los rostros de las personas que queremos, a las que nos quieren pero también a las que no nos quieren, a las que no queremos", animó a los presentes y a continuación rezó el Avemaría.

### 13 de febrero
Ceremonia de recepción oficial

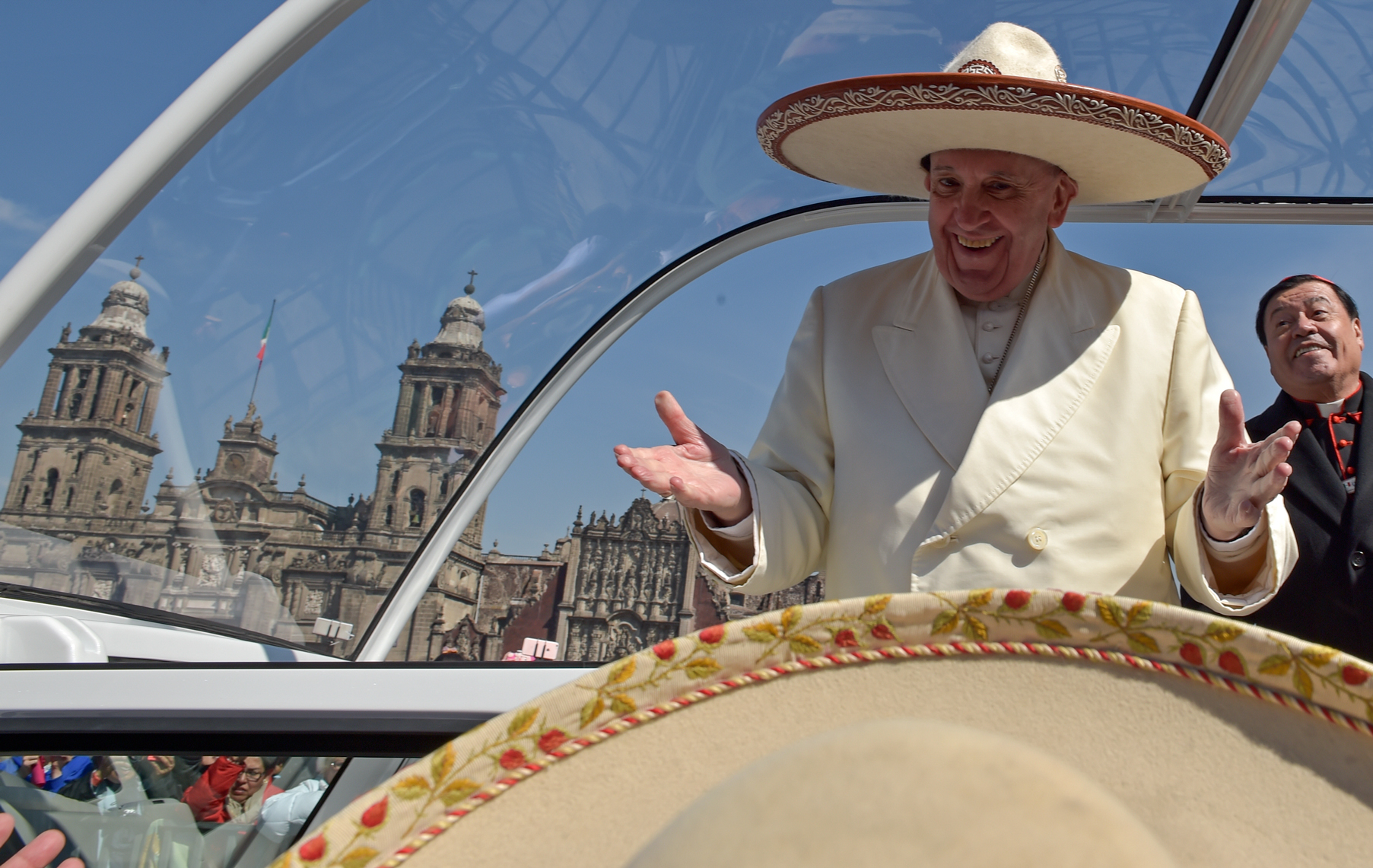
Salida del papa del Palacio Nacional.

A las 08.45 el pontífice salió en papamóvil descubierto de la sede de la nunciatura por la calle Juan Pablo II y siguió por Insurgentes, Eje 8 Sur, Eje Central, Izazaga y 20 de noviembre.
El sábado 13 de febrero a las 12.30 fue recibido con una ceremonia de bienvenida oficial en el Palacio Nacional en Ciudad de México en su carácter de jefe de Estado y visita de cortesía al presidente Peña Nieto. Luego, al salir del recinto, recibió en las puertas de la Catedral Metropolitana las llaves de la Ciudad de México de manos del Jefe de Gobierno de la ciudad capital Miguel Ángel Mancera.
Encuentro con obispos en Catedral Metropolitana
A las 14.30 se encontró con los obispos de México en la catedral de la capital. Ahí, ante 165 prelados del país y 15 auxiliares hizo un mensaje en contexto con la inseguridad y la violencia que vive el país, así como hacerle un llamado a los prelados mexicanos a no corromperse por las riquezas. 

Sólo comenzando por las familias; acercándonos y abrazando la periferia humana y existencial de los territorios desolados de nuestras ciudades; involucrando a las comunidades parroquiales, las escuelas, las instituciones comunitarias, las comunidades políticas, las estructuras de seguridad; sólo así se podrá liberar totalmente de las aguas en las cuales lamentablemente se ahogan tantas vidas, sea la vida de quien muere como víctima, sea la de quien delante de Dios tendrá siempre las manos manchadas de sangre, aunque tenga los bolsillos llenos de dinero sórdido y la conciencia anestesiada
Francisco

Al final fue tomada una foto del recuerdo. Volvió en papamóvil descubierto por la misma ruta de ingreso al Zócalo a la sede apostólica.
Visita a la Basílica de Guadalupe

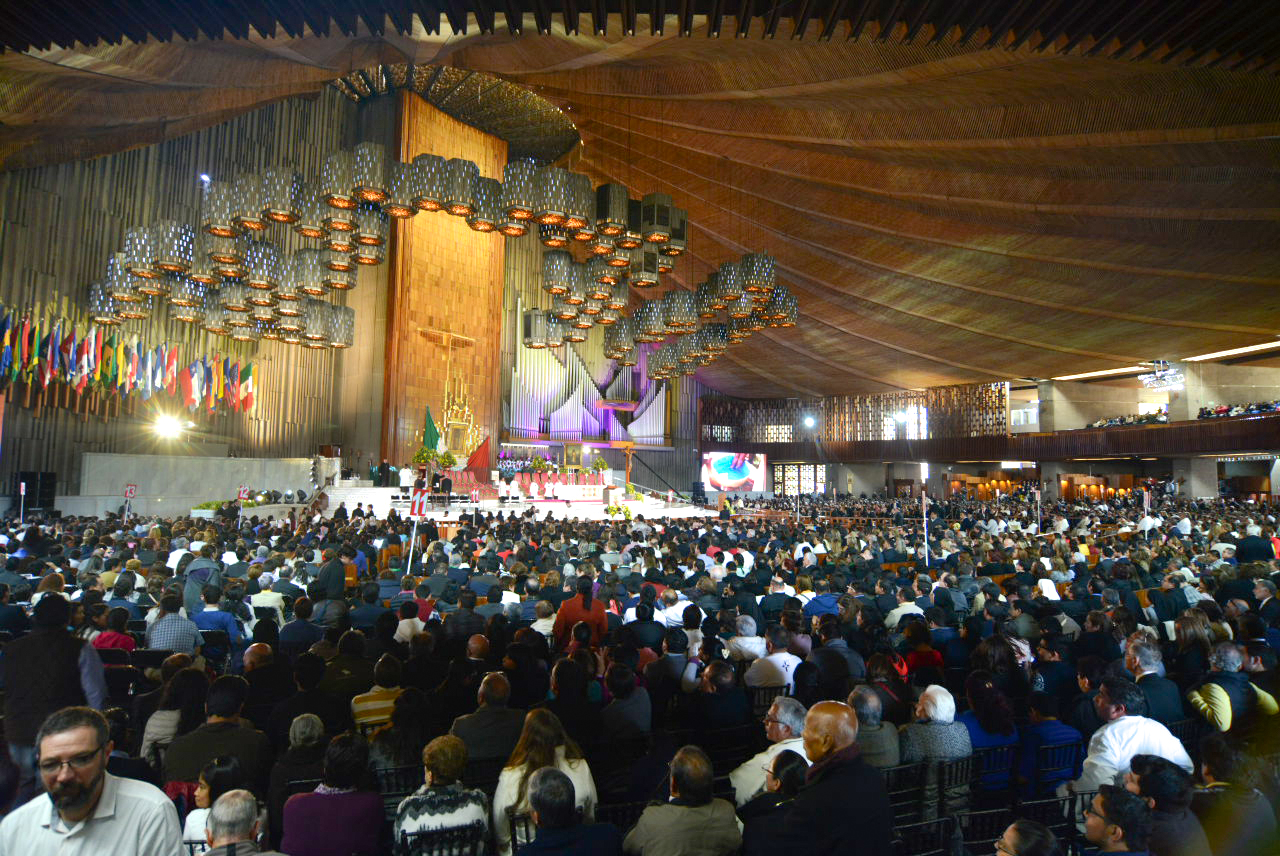
El papa Francisco en la basílica.

A las 16.00 salió nuevamente de la nunciatura con rumbo a la Basílica Guadalupe. Siguió la ruta de Avenida Insurgentes, Eje 8 Sur, Eje Central, Paseo de la Reforma y Calzada de Guadalupe, en donde fue visto por miles de personas. Realizó un recorrido interno en pasillos dispuestos en el Atrio de las Américas. A las 17.00 horas el papa realizó una misa en la basílica. Ahí se congregaron unas 50 mil personas, dentro y fuera del recinto mariano.
En la homilía hizo referencia a las víctimas de desaparición forzada en el país.

Dios se acercó y se acerca al corazón sufriente pero resistente de tantas madres, padres, abuelos que han visto partir, perder o incluso arrebatarles criminalmente a sus hijos
Francisco [15]

Francisco habría declarado previamente que su intención no era visitar la capital mexicana en este viaje apostólico, sin embargo, deseaba encontrarse con la imagen de Nuestra Señora de Guadalupe. Dicho encuentro sucedió en el camarín de la virgen, un espacio acondicionado detrás de donde se muestra habitualmente la imagen, en donde Francisco oró sentado en silencio por varios minutos.

### 14 de febrero
Misa en Ecatepec

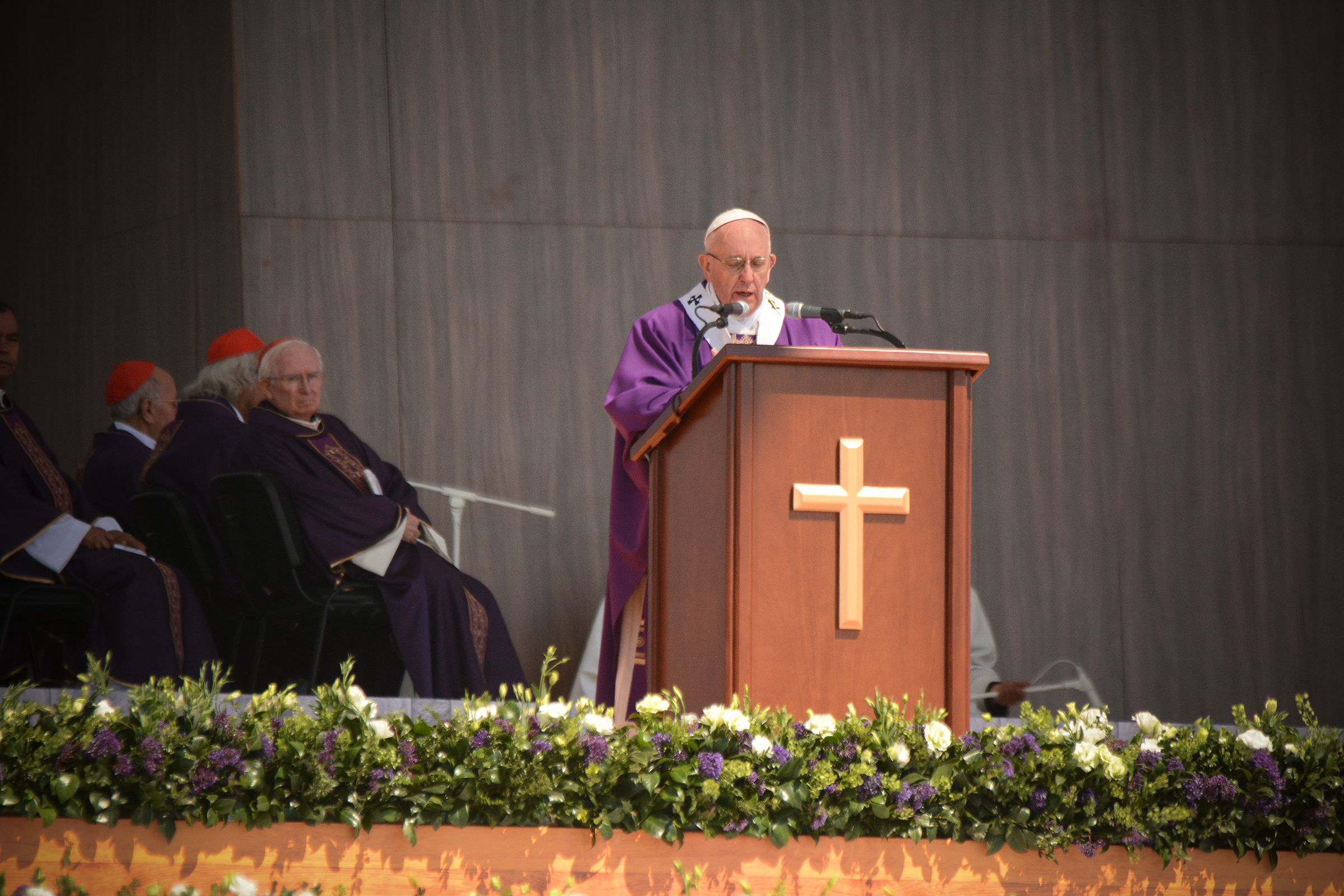
Misa de Francisco en Ecatepec.

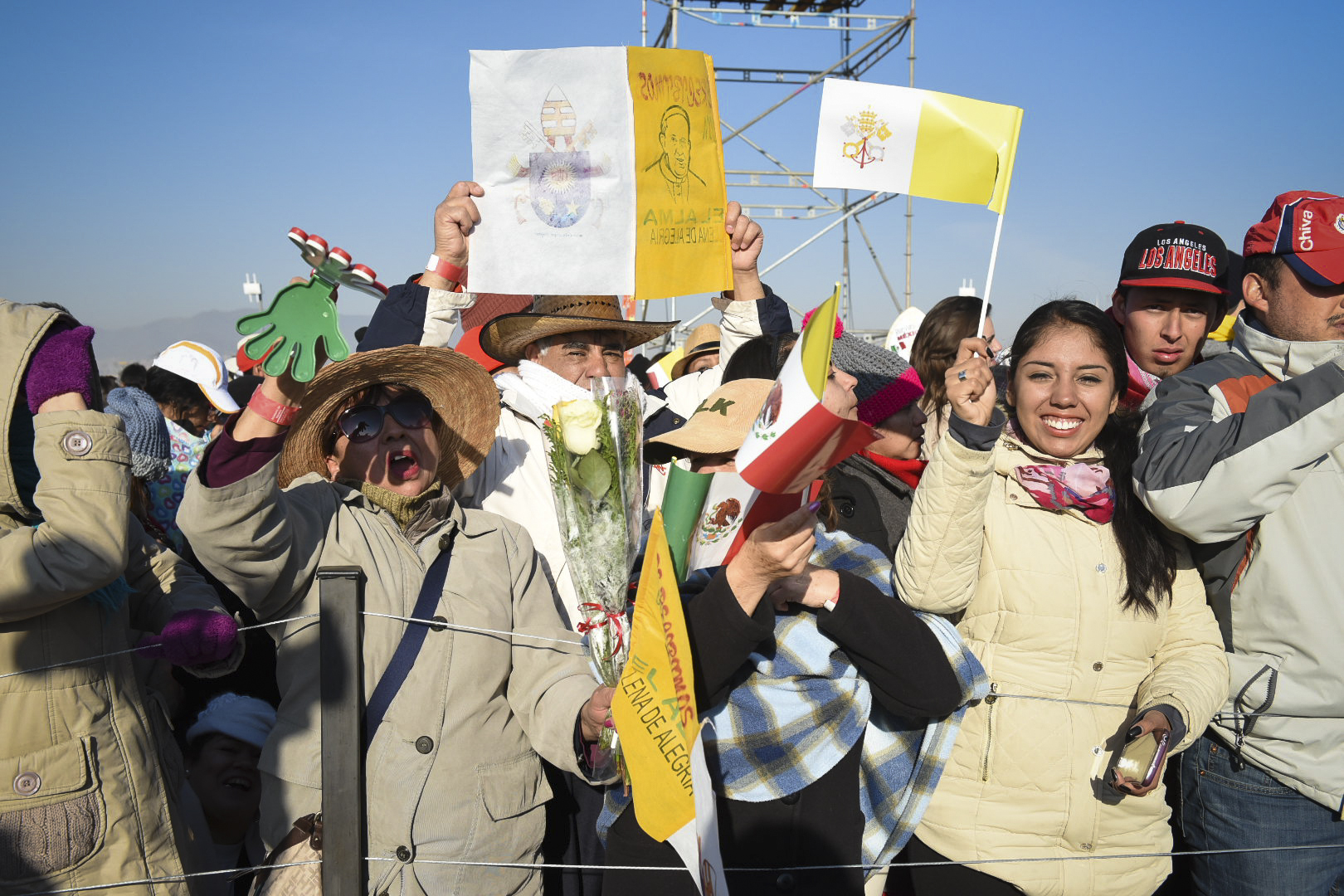
Feligreses durante la misa en Ecatepec.

El 14 de febrero salió de la nunciatura a las 09:45 y tomó las avenidas Insurgentes Sur, Río Mixcoac —en donde se detuvo a bendecir a un grupo de religiosas de la Orden de las hermanas pobres de Santa Clara fuera de la Universidad Simón Bolívar—, Patriotismo, Avenida Revolución y Paseo de la Reforma hasta el Campo Marte. Ahí abordó un helicóptero tipo "Puma" de la Fuerza Aérea Mexicana. Previo a su arribo a Ecatepec Francisco sobrevoló la zona arqueológica de Teotihuacán. Ya en el lugar se encontraban miles de personas que llegaron horas antes a pesar del intenso frío que se vivió en la noche y madrugada previa al evento.
Ahí celebró una misa ante, según autoridades civiles y religiosas, 400 mil personas. La misa masiva fue presenciada por miles de personas que acudieron hasta el predio conocido como "El Caracol". El pontífice hizo un llamado a no "negociar con el demonio", así como pedir por aquellas víctimas de los "traficantes de muerte", muy cerca del lugar en donde hay diariamente muchos migrantes hacia los Estados Unidos.
Por segundo día, Francisco fue duro y crítico en sus mensajes públicos, en los que ha declarado su oposición al enriquecimiento, a la vanidad y a la corrupción. En la homilía señaló su oposición a una sociedad "de pocos para pocos". Antes de finalizar el evento y rezar la oración Angelus, el papa hizo suyas unas palabras de Paulo VI de 1970 dirigidas a México. 

Un cristiano no puede menos que demostrar su solidaridad [...] para solucionar la situación de aquellos a quienes aún no ha llegado el pan de la cultura o la oportunidad de un trabajo honorable, […] no puede quedar insensible mientras las nuevas generaciones no encuentren el cauce para hacer realidad sus legítimas aspiraciones
Francisco

Por la tarde el religioso fue a las instalaciones del Hospital Infantil de México Federico Gómez de la Ciudad de México, en donde convivió con niños y niñas enfermas de cáncer.

### 15 de febrero
Visita a Chiapas

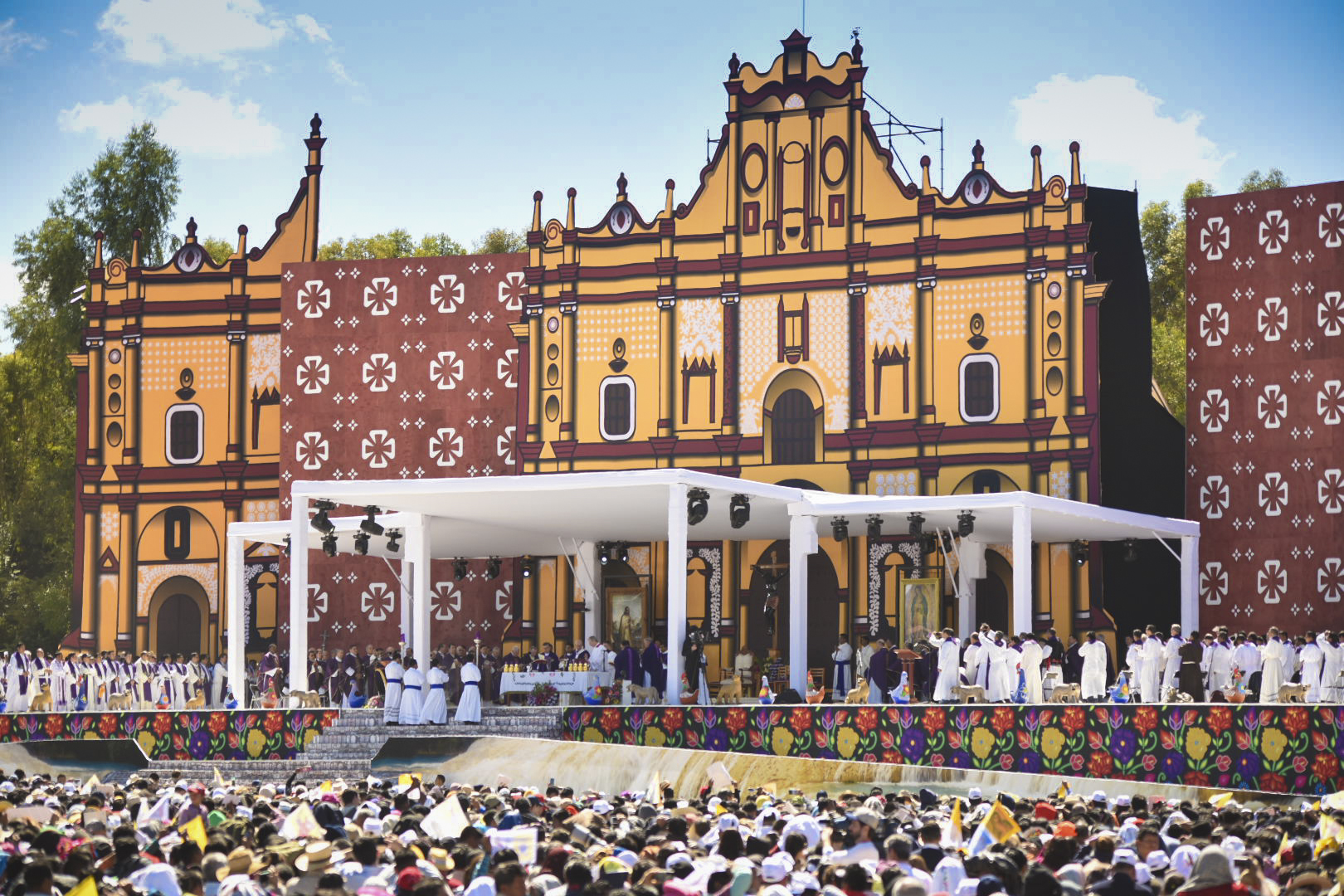
Imagen del altar inspirado en la catedral de San Cristóbal Mártir en San Cristóbal de las Casas, Chiapas.

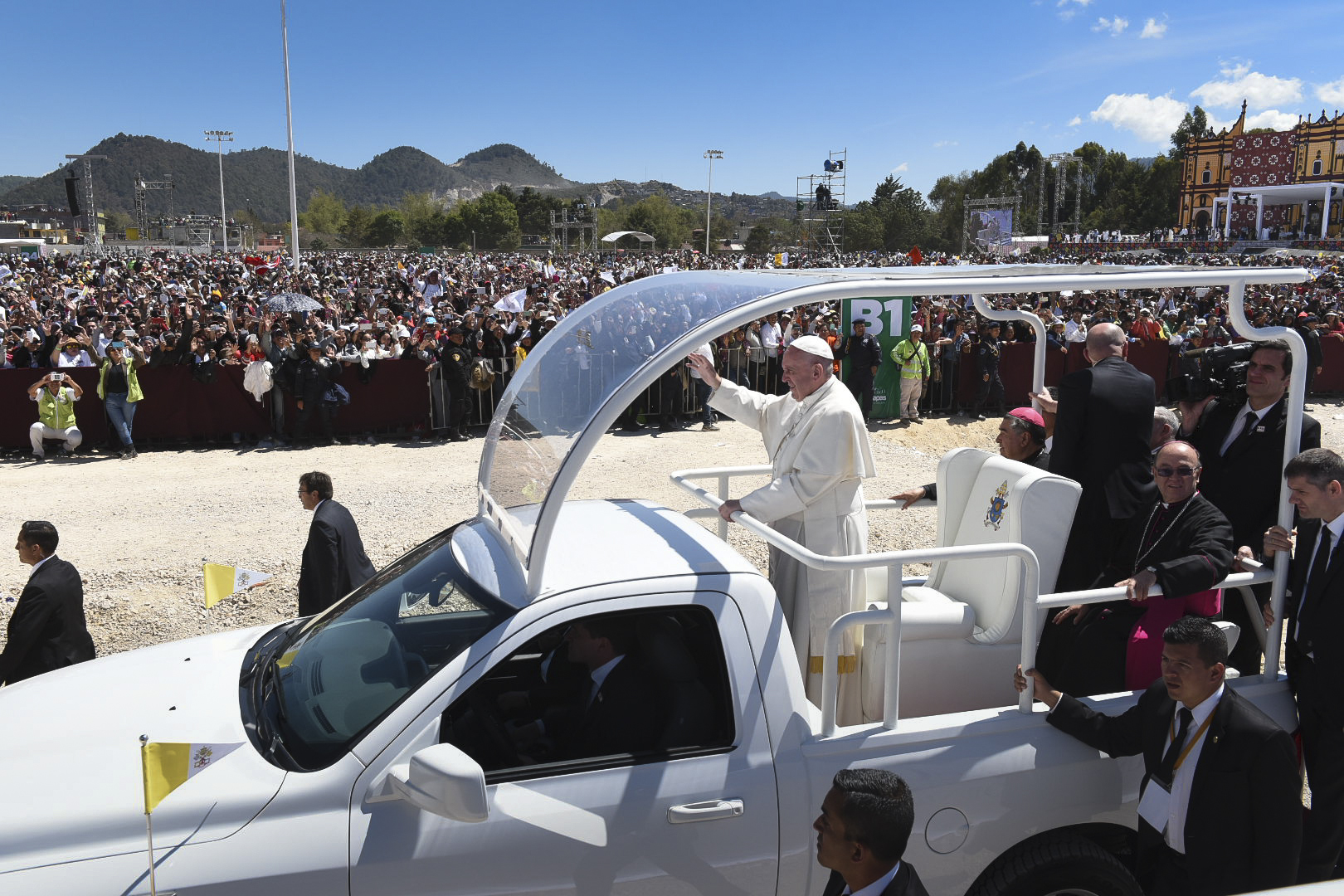
Salida del pontífice en papamóvil.

A las 7.45 partió de la nunciatura apostólica en el auto Fiat 500 y a las 08.25 arribó al Aeropuerto Internacional de la Ciudad de México, en donde voló al Aeropuerto Internacional de Tuxtla Gutiérrez, a donde llegó a las 8.44. De ahí fue trasladado en helicóptero a San Cristóbal de las Casas.
Ofició una misa dedicada a los pueblos indígenas en la sede de la Secretaría para el Desarrollo y Empoderamiento de las Mujeres de Chiapas, en la que el pontífice pidió perdón por la exclusión e incomprensión hecha a los indígenas de México y América Latina. Asimismo la misma incorporó música de marimba, y fragmentos en las lenguas tseltal, tsotsil, tojolabal, zoque y ch'ol. También actuaron los niños y niñas del coro de la comunidad de Acteal.

Sus pueblos, como han reconocido los obispos de América Latina, saben relacionarse armónicamente con la naturaleza, a la que respetan como «fuente de alimento, casa común y altar del compartir humano» (Aparecida, 472).

Sin embargo, muchas veces, de modo sistemático y estructural, vuestros pueblos han sido incomprendidos y excluidos de la sociedad. Algunos han considerado inferiores sus valores, sus culturas y sus tradiciones. Otros, mareados por el poder, el dinero y las leyes del mercado, los han despojado de sus tierras o han realizado acciones que las contaminaban. ¡Qué tristeza! Qué bien nos haría a todos hacer un examen de conciencia y aprender a decir: ¡Perdón!, perdón hermanos. El mundo de hoy, despojado por la cultura del descarte, los necesita a ustedes.
Francisco

Al final de la misa el papa Francisco entregó un decreto de autorización del uso de lenguas indígenas en la liturgia y recibió un ejemplar de la Biblia traducida al tseltal y tsotsil por parte de misioneros jesuitas de Bachajón. Muchos de los asistentes realizaron una danza ritual final a la usanza de las comunidades religiosas de la zona. Luego, el papa comió con representantes de comunidades indígenas en la Curía Episcopal de San Cristóbal de la Casas. A continuación ingresó a la Catedral de San Cristóbal Mártir y oró en la tumba de Samuel Ruiz, obispo indigenista y defensor de los derechos humanos fallecido en 2011.
A las 15.35 fue trasladado en helicóptero hasta el estadio Víctor Manuel Reyna de Tuxtla Gutiérrez, en donde tuvo un "Encuentro con las Familias" ante cerca de 100 mil personas. En su camino al estadio bendijo una imagen de Juan Pablo II que será colocada en el parque Pumpushuti de la capital chiapaneca.
Hacia las 20.05 volvió al aeropuerto de la capital mexicana y casi a las 21.00 arribó a la nunciatura apostólica.

### 16 de febrero
Visita a Morelia, Michoacán

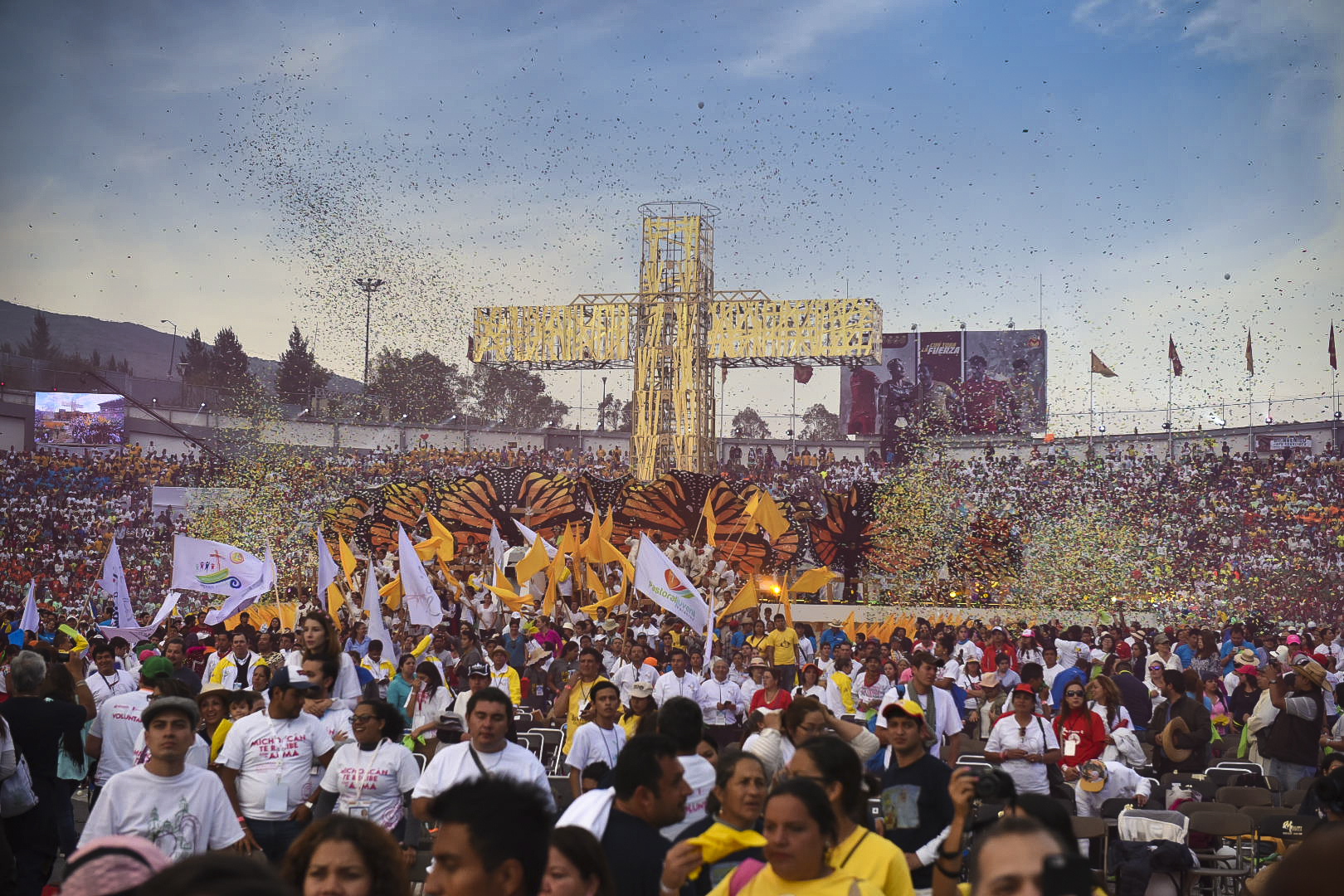
Asistentes al encuentro.

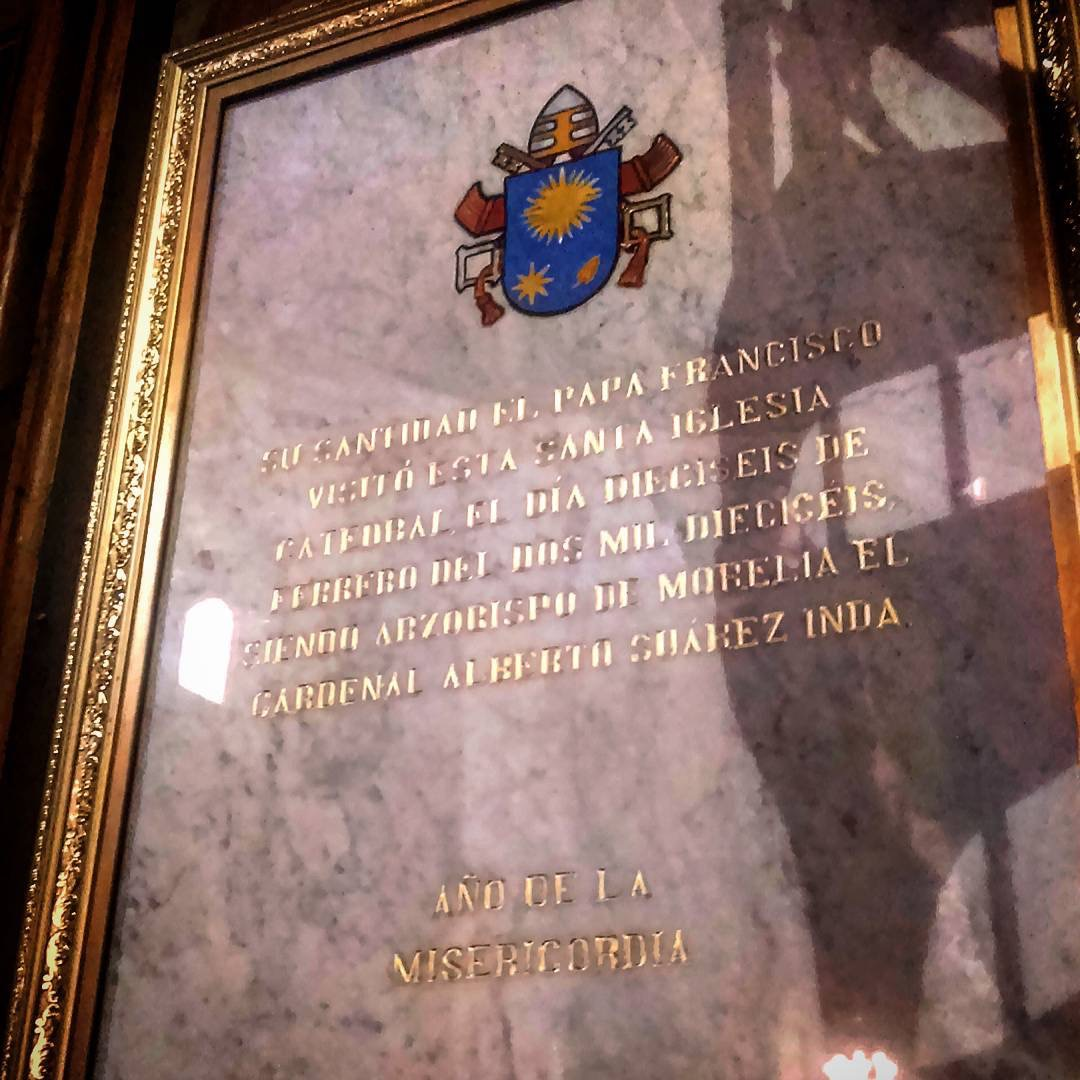
Placa conmemorativa en la Catedral de Morelia por la visita del Papa Francisco.

A las 07:12 el papa salió de la nunciatura con rumbo al Aeropuerto Internacional de la Ciudad de México, en donde voló al Aeropuerto Internacional General Francisco J. Mujica en el vuelo de Aeroméxico AM1608 a bordo de un Boeing 737-852, arribando a la terminal aérea michoacana a las 8:39. Ahí fue recibido con danzas tradicionales michoacanas. Fue llevado en helicóptero hasta la ciudad de Morelia, en donde hizo un recorrido en papamóvil hasta el Estadio Venustiano Carranza acompañado por el cardenal Alberto Suárez Inda. Antes de su arribo al estadio seminaristas realizaron un conteo del 1 al 43 en referencia a las víctimas de desaparición forzada de Iguala en 2014.
La misa en este recinto tuvo la presencia de cerca de 20 mil religiosos y religiosas de la región, como sacerdotes y seminaristas. Terminada la misa realizó un recorrido por las calles morelianas hasta la casa del Arzobispado, en donde comió en compañía del cardenal Suárez. A las 15:00 arribó el papa arribó hasta la catedral de Morelia, en donde tuvo un encuentro con representantes de colegios privados, ministros de cultos religiosos no católicos, seminaristas y 600 niños y niñas. Luego, recibió las llaves de la ciudad del alcalde Alfonso Martínez Alcázar.
Salió a las 15:45 de la catedral para dirigirse en papamóvil al Estadio José María Morelos y Pavón, en donde tuvo a partir de las 16:00 un encuentro con jóvenes. Ahí, ante unos 50 mil asistentes el papa exhortó a no dejarse enganchar por las redes del narcotráfico y a "no dejar de soñar". 

Sí, amigos míos, les digo esto porque en Jesús yo encontré a aquel que es capaz de encender lo mejor de mí mismo. Y es de su mano que podamos hacer camino, es de su mano que una y otra vez podamos volver a empezar, es de su mano que podemos decir: es mentira que la única forma de vivir, de poder ser joven es dejando la vida en manos del narcotráfico o de todos aquellos que lo único que están haciendo es sembrar destrucción y muerte.
Francisco [40]

Simultáneamente miles de jóvenes más seguían el mensaje en Guadalajara, a quienes el papa también saludó en su discurso. Al final se realizó un espectáculo de despedida. Durante esta ceremonia el Papa bendijo cientos de cruces de la "misión joven" que fueron entregadas a jóvenes representantes de cada una de las diócesis y movimientos de México. Cuando pasaba por las vallas a saludar a más personas, fue jalado por un joven lo que provocó que el papa trastabillara y cayera encima de un niño en silla de ruedas. Molesto, le dijo al asistente dos veces "no seas egoísta".

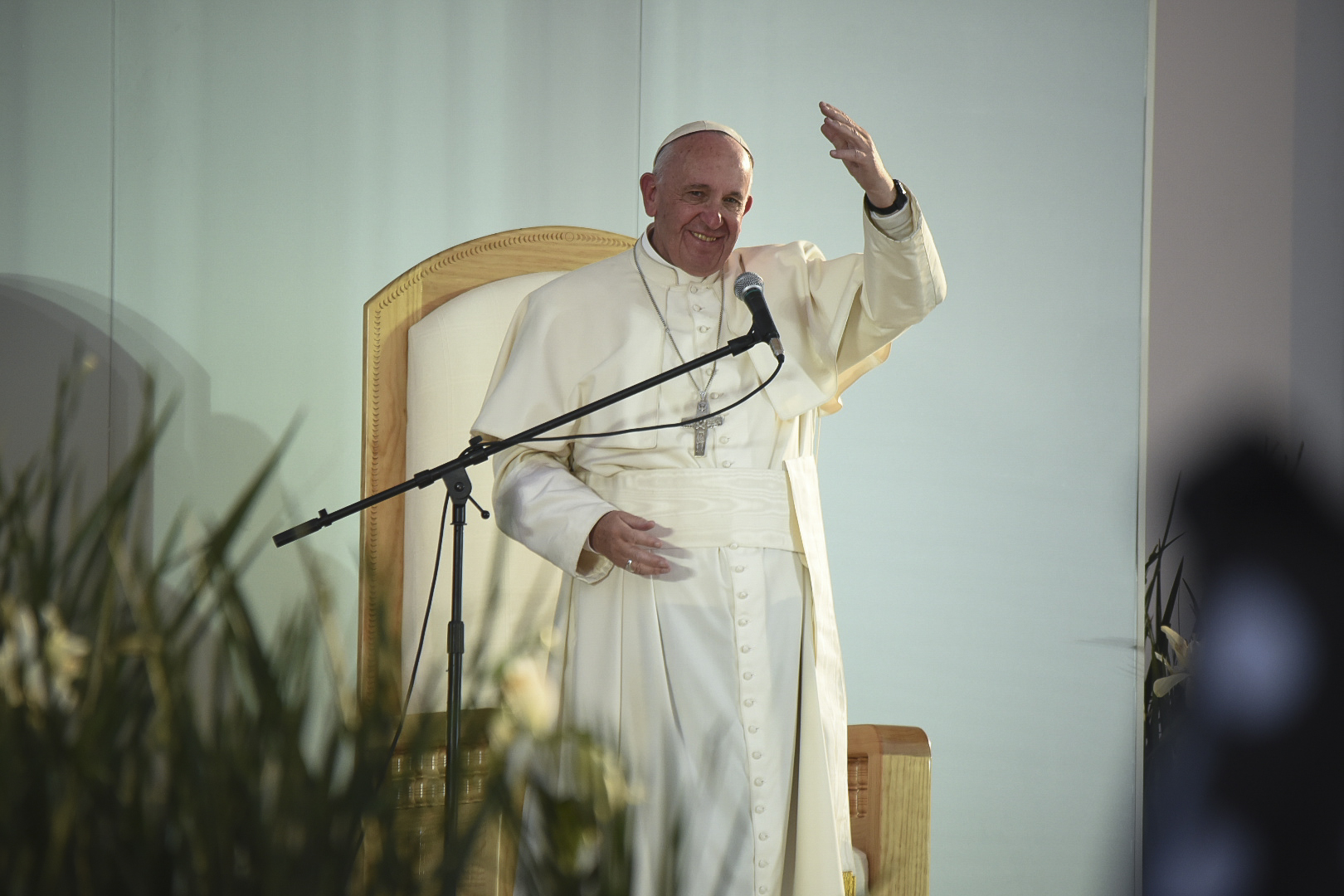
El papa en el estadio José María Morelos.

Del estadio fue trasladado en helicóptero al Aeropuerto Internacional General Francisco J. Mujica, de donde despegó en el vuelo de Aeroméxico AM1609 a bordo nuevamente de un Boeing 737-852, arribando a la terminal aérea de la capital a las 19:12. De ahí se trasladó hasta la nunciatura siguiendo la ruta Fuerza Aérea Mexicana, Circuito Interior, Río Churubusco y Avenida de los Insurgentes, en un auto cerrado. A las 20:00 salió a la calle Juan Pablo II a encontrarse con las personas que lo esperaban en las vallas que circundaban la nunciatura, agradeciéndoles la espera y rezó con ellos. "Agradezco esta gentileza de esperarme. ¿Cuántas horas hace que están aquí ustedes?. Que Dios les pague esto, que Dios les retribuya este cariño", dijo.

### 17 de febrero
Visita a Ciudad Juárez

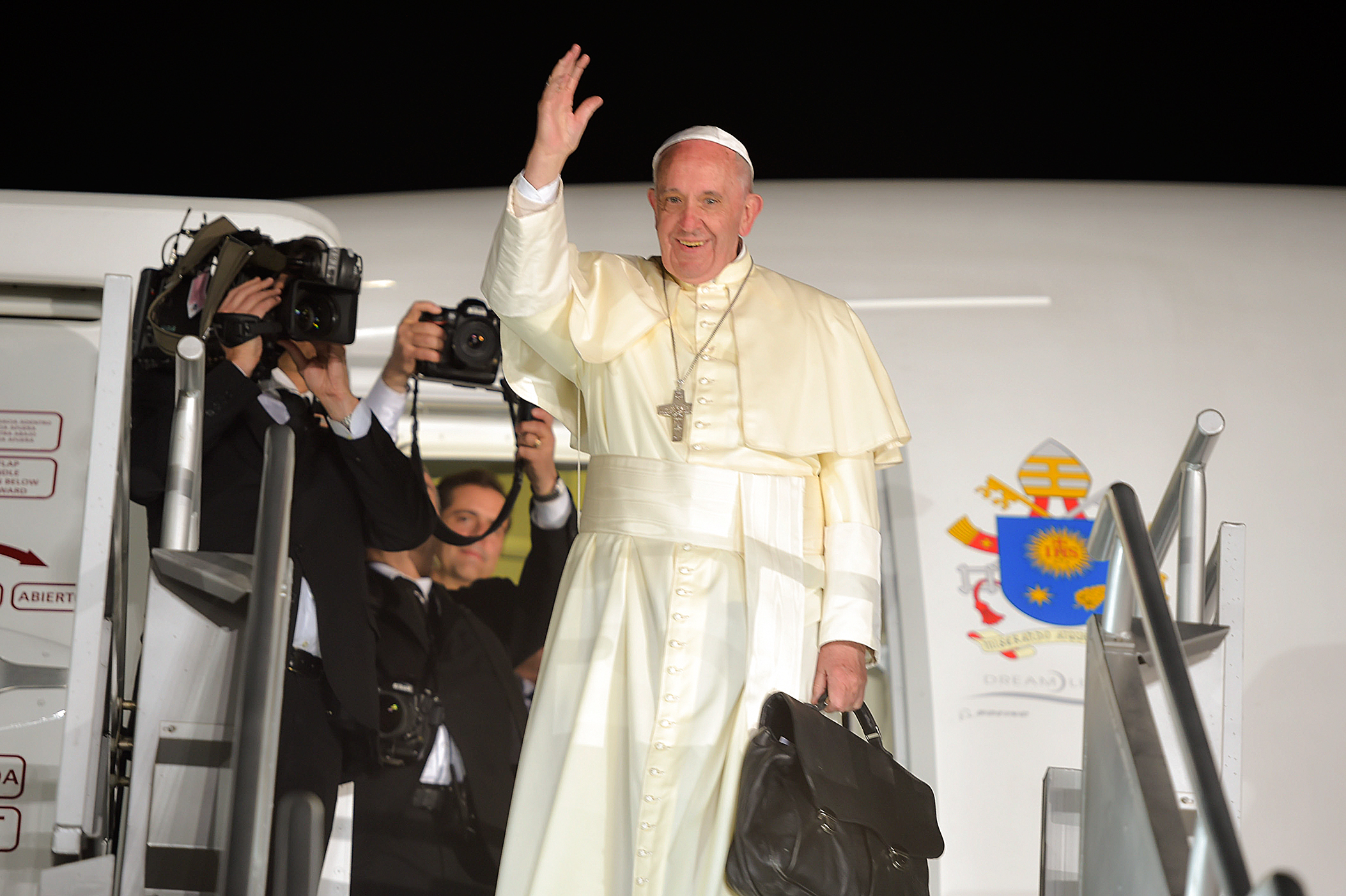
Despedida del papa Francisco en Ciudad Juárez

El miércoles 17 de febrero, último día de la visita del papa en México, a las 08:35 tomó un avión a Ciudad Juárez, a donde se arribó a las 10:00 al Aeropuerto Internacional Abraham González. Después de visitar el Centro de Readaptación Social número 3 y un encuentro con el mundo del trabajo en el Gimnasio del Colegio de Bachilleres, celebró una misa a las 16:00 en "El Punto" a pocos metros de la frontera con Estados Unidos. Ahí, bendijo una cruz dedicada a las y los migrantes hacia los Estados Unidos, siendo la primera misa binacional de la historia realizada por un papa.
Ceremonia de despedida
Finalmente a las 19:00 recibió una ceremonia oficial de despedida como jefe de Estado encabezada nuevamente por el presidente de la república Enrique Peña Nieto y su esposa con quienes se reunió en privado durante unos momentos y le agradecieron en nombre del pueblo de México por esta visita. El papa partió de vuelta a Roma desde Ciudad Juárez a las 19:15. Se trasladó en un Boeing 787-8 Dreamliner de Aeroméxico hasta el Aeropuerto de Roma-Fiumicino. Con motivo de ello la aeronave recibirá en lo sucesivo el nombre de "Misionero de paz".

## Polémicas
- Una encuesta publicada por el periódico Reforma en enero de 2015 reveló que a un 48 % de los encuestados no le interesaba la visita del pontífice al país, y que sentía mayor simpatía por Juan Pablo II que por Francisco.[45]
- La empresa encuestadora Parametría reveló otra encuesta que el 65 % de los consultados estaba en desacuerdo que la visita del papa se cubriera con fondos públicos.[46]